# Mária Nagy Adonyi
Mária Nagy Adonyi (n. 6 octombrie 1951, Adoni, județul Bihor - d. 13 octombrie 2015, Berettyóújfalu, Ungaria) a fost o scriitoare, poetă, jurnalistă și traducătoare maghiară din România.